# Хавидић Село
Хавидић Село је насељено место у саставу града Загреб, Хрватска.

## Историја
До територијалне реорганизације у Хрватској било је у саставу ужег подручја града Загреб.

## Становништво
На попису становништва из 2021. године, Хавидић Село је имало 63 становника.
| Број становника према пописима | Број становника према пописима | Број становника према пописима | Број становника према пописима | Број становника према пописима | Број становника према пописима | Број становника према пописима | Број становника према пописима | Број становника према пописима | Број становника према пописима | Број становника према пописима | Број становника према пописима | Број становника према пописима | Број становника према пописима | Број становника према пописима | Број становника према пописима | Број становника према пописима |
| ------------------------------ | ------------------------------ | ------------------------------ | ------------------------------ | ------------------------------ | ------------------------------ | ------------------------------ | ------------------------------ | ------------------------------ | ------------------------------ | ------------------------------ | ------------------------------ | ------------------------------ | ------------------------------ | ------------------------------ | ------------------------------ | ------------------------------ |
| 1857.                          | 1869.                          | 1880.                          | 1890.                          | 1900.                          | 1910.                          | 1921.                          | 1931.                          | 1948.                          | 1953.                          | 1961.                          | 1971.                          | 1981.                          | 1991.                          | 2001.                          | 2011.                          | 2021.                          |
| 103                            | 102                            | 94                             | 96                             | 96                             | 102                            | 92                             | 99                             | 65                             | 64                             | 60                             | 49                             | 50                             | 57                             | 62                             | 53                             | 63                             |

Напомена: Године 1857. и 1869. исказивано под именом Хавидић, а од 1880. до 1971. под именом Хавидић-Село.